# John Folda
John Thomas Folda, né le 8 août 1961 à Omaha (Nebraska), est un évêque catholique américain, actuel évêque de Fargo dans le Dakota du Nord. Sa devise est Verbum caro factum est.

## Biographie

### Formation
John Folda naît dans le Nebraska, dernier des trois enfants de James et Mabel Folda. Il est diplômé en 1979 de la Archbishop Ryan High School d'Omaha, puis entre à l'université du Nebraska (architecture et ingénierie électrique) et ensuite en 1983 au St. Charles Borromeo Seminary dont il est diplômé en théologie en 1989. Quelques années après son ordination, il poursuit ses études à Rome à l'université pontificale Saint-Thomas-d'Aquin (Angelicum), dont il est licencié en Sacré Théologie en 1993.

### Prêtre
John Folda est ordonné prêtre le 27 mai 1989 par Mgr Flavin pour le diocèse de Lincoln et devient vicaire pendant deux ans à la cathédrale du Christ-Ressuscité de Lincoln et enseigne la religion à la St. Pius X High School de Lincoln (1989-1991). De 1993 à 1995, il est curé de la paroisse Saint-Paulin de Syracuse et de la paroisse de la Sainte-Trinité d'Avoca. En même temps, John Folda est enseignant et conseiller à la Lourdes Central Catholic High School de Nebraska City. Il est nommé en 1995 curé de l'église Saint-Léon de Palmyra et de l'église Saint-Martin de Douglas. Il devient directeur diocésain de l'éducation religieuse et co-vicaire pour les religieux en 1997. L'année suivante, il est nommé directeur spirituel du séminaire St. Gregory the Great (Saint-Grégroire-le-Grand) de Seward et recteur en 1998. Le pape Benoît XVI l'élève au rang honorifique de chapelain de Sa Sainteté avec le titre de Monseigneur en 2007.

### Évêque
Le pape François nomme John Folda évêque de Fargo, le 8 avril 2013. Il est consacré le 19 juin suivant et installé à la cathédrale Sainte-Marie de Fargo. Mgr John Nienstedt est le consécrateur principal, assisté de Mgr Samuel Aquila de Denver, son prédécesseur, et de Mgr James Conley de Lincoln.